# مودیبو سانان
مودیبو سانان (انگلیسی: Modibo Sagnan؛ زادهٔ ۱۴ آوریل ۱۹۹۹) بازیکن فوتبال اهل فرانسه است.
از باشگاه‌هایی که در آن بازی کرده‌است می‌توان به باشگاه فوتبال لانس اشاره کرد.